# امیربستاق

بستاق به معنی اوستا (avesta). کتاب دینی زرتشت
```
اين روستا متشكل از دو طايفه خوئيني ها و بختياري ها مي باشد 
```

مانند هر اقليم سنتي ديگري بين اين دو طايفه اختلافات فكري و قبيله اي و گاه با وصلتهاي پراكنده پيوندهايي برقرار شده است. 
این روستا یک اثر تاریخی ثبت شده نیز دارد که این تپه میدان امیربستاق مربوط به عصر برنز - عصر آهن است و ۱۰۰۰ متری جنوب شرقی روستای امیر بستاق واقع شده و این اثر در تاریخ ۲۶ اسفند ۱۳۸۶ با شمارهٔ ثبت ۲۲۱۸۹ به‌عنوان یکی از آثار ملی ایران به ثبت رسیده است.[۱]

## جمعیت
این روستا در دهستان دولت‌آباد قرار دارد و براساس سرشماری مرکز آمار ایران در سال ۱۳۸۵، جمعیت آن ۲۳۳ نفر (۴۹خانوار) بوده‌است.